# 蓮見清一
蓮見 清一（はすみ せいいち、1942年12月22日 - 2023年12月14日）は、日本の実業家。宝島社創業者。

## 経歴
1942年12月14日、関東州（現中華人民共和国）大連市出身。1962年、早稲田大学政治経済学部に入学。
1971年、株式会社ジェー・アイ・シー・シーを設立。1974年に、晶文社より権利を取得、月刊誌『宝島』を復刊。1993年、株式会社ジェー・アイ・シー・シーを、株式会社宝島社に名称変更。2010年10月28日テレビ東京放送の『カンブリア宮殿』に出演。
2023年12月14日、心不全のため東京都内の自宅で死去。80歳没。

## エピソード
- 学生時代には革マル派の学生運動を行っていた。
- 60歳から乗馬を始め、耐久レースエンデュランス馬術競技の「テヴィス・カップ」の連続完走記録を持つ[4]。妻の蓮見明美による『アラビアン・ホースに乗って: ふたりで挑んだ遥かなるテヴィス』（洋泉社、2004年6月）はその初挑戦の記録である。

## テレビ出演
- 日経スペシャル カンブリア宮殿 売れる雑誌を創れ！宝島社の挑戦（2010年10月28日、テレビ東京）[5]

## 書籍

### 関連書籍
- 『アラビアン・ホースに乗って ふたりで挑んだ遙かなるテヴィス』（著者:蓮見明美）（2004年6月16日、洋泉社）ISBN 9784896918243
  - 『アラビアン・ホースに乗って ふたりで挑んだ遙かなるテヴィス』（著者:蓮見明美）（2005年7月29日、宝島社 宝島社文庫）ISBN 9784796647335
- 『美しい馬と生きて(2) アラビアン・ホースに乗って』（著者:蓮見明美）（2008年5月31日、洋泉社）ISBN 9784862482815